# Лузино
Лу́зино (рос. Лузино, марій. Лузин) — присілок у складі Гірськомарійського району Марій Ел, Росія. Входить до складу Єласівського сільського поселення.

## Населення
Населення — 7 осіб (2010; 12 у 2002).
Національний склад (станом на 2002 рік):
- гірські марійці — 83 %